# Hipòlit de Rocabertí
Hipòlit de Rocabertí és una figura llegendària, suposat sant venerat com a protector dels agricultors, especialment a l'Alt Empordà.
Segons la llegenda, era un noble de Barcelona que, malgrat la seva fortuna, volgué fer vida religiosa i, deixant el món, ingressà en l'Orde de Sant Domènec. Predicà activament contra els heretges albigesos, convertint gran nombre d'ells.
Un cop que predicava als pagesos de l'Empordà en temps de verema, uns li digueren que per a ells no hi havia un altre déu que el vi, mentre li mostraven el que acabaven de treure del cup. Hipòlit, llavors, va fer una gran alenada i el vi va formar una gran bromera que va anar pujant fins a arribar a formar una nuvolada, que va descarregar en una gran pedregada que va destrossar les vinyes i abonyegà els caps dels descreguts. Per això a l'Empordà es deia de les grans calamarsades sembla la pedregada de Sant Hipòlit, i igualment l'alenada de Sant Hipòlit, per als grans esbufecs que hom fa. És una llegenda que també s'explica, en els mateixos termes, de Sant Galderic.
La festa popular d'aquest sant llegendari era el 25 d'octubre.